# لويس إنريكي سانتاندير
لويس إنريكي سانتاندير (بالإسبانية: Luis Enrique Santander)‏ (مواليد 24 يناير 1983)، هُو حكم كُرة قدم دولي مكسيكي. حصل لويس إنريكي على الشارة الدولية من الاتحاد الدولي لكرة القدم سنة 2015، كما أدار عدة مُباريات في بطولات دوري أبطال الكونكاكاف ودوري أمم الكونكاكاف وتصفيات كأس العالم.